# Lierde
 Lierde – miejscowość i gmina (gemeente) w Belgii, w Regionie Flamandzkim, w prowincji Flandria Wschodnia, w okręgu Oudenaarde.

## Podział administracyjny
W skład gminy wchodzą cztery dzielnice (deelgemeente):
- Deftinge
- Hemelveerdegem
- Sint-Maria-Lierde (Lierde-Sainte-Marie)
- Sint-Martens-Lierde (Lierde-Saint-Martin)

## Demografia
- Źródła: NIS, od 1806 do 1981= według spisu; od 1990 liczba ludności w dniu 1 stycznia

1 stycznia 2024 całkowita populacja Lierde liczyła 6874 osoby. Łączna powierzchnia gminy wynosi 26,32 km², co daje gęstość zaludnienia 261 mieszkańców na km².